# Lazear
Lazear  è una Unincorporated community degli Stati Uniti d'America, situato nella contea di Delta dello Stato del Colorado.